# Literatura hispanohebrea

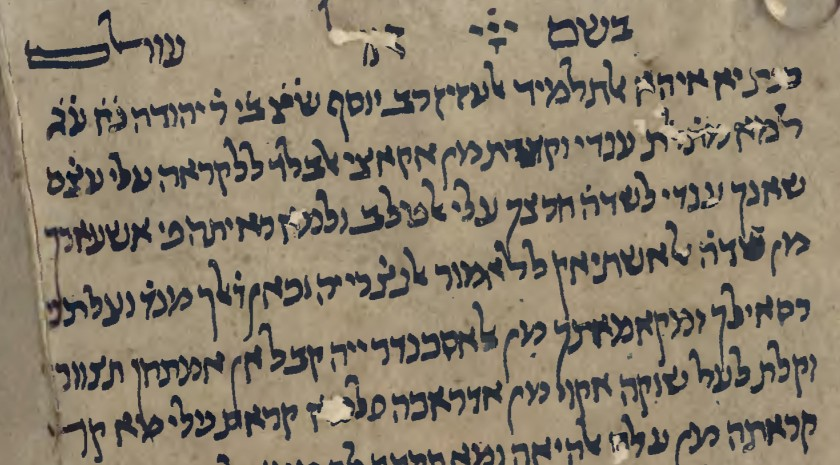
Manuscrit de la Guia de perplexos de Maimónides (text en hebreu).

Es denomina literatura hispanohebrea, o literatura hispanojueva, a la producció literària desenvolupada a la península Ibèrica a partir del segle x per part de membres de la comunitat jueva.
Els hebreus andalusins estaven assimilats a la cultura dominant i utilitzaven l'àrab com a idioma de comunicació. L'hebreu bíblic era una llengua de cultura, fonamentalment religiosa. No obstant això, i seguint l'exemple de la poesia àrab, que tenia a la llengua de l'Alcorà com a perfecta i sagrada per a la poesia, els jueus hispans van recuperar l'hebreu de l'Antic Testament per a la seva activitat literària, si bé van haver de crear-se nombrosos neologismes, fonamentalment arabismes, per actualitzar l'hebreu rabínic.
L'eclosió literària hispanojueva es correspon amb el renaixement medieval de la cultura hebrea en general, que va tenir el seu epicentre a la ciutat de Còrdova. En aquells moments, la ciutat estava sota domini musulmà, amb un nivell cultural rellevant en el context europeu del moment. Aquest renaixement cultural va consistir, bàsicament, a ampliar l'horitzó de la producció escrita més enllà dels temes religiosos vinculats a l'Antic Testament. Així, l'heterogeneïtat temàtica (filosofia, ciència, naturalesa, les emocions, etc.) i la individualitat de les obres són els trets més destacats d'aquesta producció literària.
Les circumstàncies principals que van afavorir aquest renaixement, van ser la pacificació del territori en la segona meitat del segle x aconseguida gràcies a l'acció dels califes Abderramán III i al-Hakam II, i el notable desenvolupament científic i literari de la cultura àrab, en la qual els jueus estaven immersos. Tampoc és menyspreable l'acció personal del metge de la cort dels dues califes esmentats, Hasday ben Saprut, personalitat jueva de gran influència política, que va actuar com a mecenes de les principals figures literàries del moment
L'època taifal es considera el Segle d'Or de la cultura hispanojueva, i es caracteritza per l'esplendor del conreu de la filosofia, fonamentalment en la Taifa de Saragossa (que incloïa Tudela d'on procedeixen ibn Ezra i Yehuda Halevi). La quantitat de personalitats saraqustíes rellevants en aquesta disciplina (com Ibn Gabirol o Ibn Paquda) prepararien el terreny per l'obra del seu màxim representant: Maimònides. També és el període que va conèixer les més altes cotes de la poesia hispanojueva, amb figures que van passar a ser considerades clàssiques per tot el judaisme, com el propi Ibn Gabirol o Yehuda Halevi.
Després de les invasions almoràvits i almohades la literatura jueva va haver de refugiar-se a les corts cristianes, a les quals van transmetre els seus sabers. Si bé encara als segles XIII al xv apareixen noms importants, ja no tornaria a repetir-se el moment culminant de l'època de taifes andalusines.

## La poesia
El cultiu de la poesia en hebreu, a la zona musulmana de la Península Ibèrica a partir del segle x es veu fortament influïda per la poesia àrab. Es va adoptar l'hebreu bíblic com l'única forma correcta de l'hebreu, de la mateixa forma que els àrabs usaven la llengua alcorànica a efectes poètics. La principal novetat és que es van substituir els aspectes mètrics tradicionals i s'optà per les formes àrabs de mètrica quantitativa, per la qual cosa s'han de dividir les síl·labes hebrees en llargues i breus.
El primer poeta que va fer ús d'aquest canvis va ser Dunaš ben Labrat, format en l'Orient musulmà i que es va basar en la vocalització del text de la Bíblia hebrea per decidir la longitud de les síl·labes. Dunaš, introduí també l'ús de l'estructura de la cassida àrab i, alguns dels seus temes i motius. Com a innovador, Ben Labrat va ser objecte de crítiques, encara que a la llarga, la pràctica totalitat dels poetes, excepte la poesia religiosa, van adoptar la mètrica àrab quantitativa, que va dominar la poesia hispanojueva fins al segle xv.
Els sistemes de versificació més freqüents eren els següents: poemes basats en l'estructura de la cassida; estròfics amb base en la poesia popular de l'Àndalus, com per exemple en les moaixajas o el zàjal (ja al segle xii); estròfics de mètrica sil·làbica; i poemes estròfics amb vers lliure, sobretot en la poesia litúrgica.
A més del ja esmentat ús de l'hebreu bíblic, que inevitablement va sofrir nombroses alteracions, la poesia hispanojueva estava plena de referències bíbliques, tant en forma de vocabulari com d'expressions i versicles sencers. Aquesta metodologia, configuraria el que s'ha donat a denominar estil mosaic, mitjançant el qual aquestes referències cobraven nous sentits i valors.
Amb tot, la poesia secular és el gènere que suposaria la innovació més excel·lent d'aquest període, ja que la tradició històrica era gairebé enterament la d'una poesia litúrgica. Així doncs, els poetes començarien a freqüentar subgèneres com l'elegia, la sàtira, el poema d'amor o el panegíric.

## La prosa
Dues són les variants de la prosa hispanojueva:
- la prosa rimada: d'àmplia tradició al món àrab i caracteritzada per la submissió flexible a l'ús d'un metre i una rima determinats. Es va utilitzar especialment en el gènere epistolar (per part d'autors com Moseh ibn 'Ezra, Yehudah ha-Levi i altres) i, sobretot, en la narrativa. Els principals relats de la literatura hispanojueva medieval es van escriure sota aquesta forma. Originada també en la literatura àrab, en concret en el gènere de les maqames, aquesta narrativa en prosa rimada es comença a utilitzar per part dels jueus a partir del segle xii.
- la prosa pura: encara que es va usar indistintament tant l'hebreu com l'àrab, va ser l'àrab la llengua més utilitzada pels jueus de l'Àndalus en escriure en prosa. Aquesta es va dedicar especialment a temes no literaris (ciència, medicina, filosofia...), per la qual cosa l'hebreu mancava del lèxic adequat per a la seva expressió. A més, la difusió de les obres es veia clarament afavorida, doncs l'àrab estava molt més estès, fins i tot entre els propis jueus, que l'hebreu. Només cap a mitjan segle xii, quan la literatura hebrea comença a abundar en els regnes cristians peninsulars, l'hebreu comença a ser utilitzat en la prosa.

## Etapes
Es poden distingir les següents etapes en la producció literària hispanojueva:
- Literatura hebrea a l'Àndalus (segles c. 900-1250)

- Califat de Còrdova (segle x)
- Regnes de Taifes i invasió almoràvit (c. 1009 - cap a 1150)
- Invasió almohade (c. 1150 - cap a 1250), amb les emigracions jueves intra-peninsulars cap als regnes cristians, a causa de la intolerància almohade cap al judaisme.

- Literatura hebrea en els regnes cristians

- Període alt-medieval (c. 1150 - cap a 1300)
- Període baix-medieval (c. 1300 - cap a 1492)

A partir de l'expulsió dels jueus d'Espanya, es donarà una literatura aljamiada i una altra cristiana entre els conversos a l'interior, i continuarà la tradició cultural en llengua hebrea amb la diàspora sefardita a partir del segle xvi.

## Literatura hebrea a l'Àndalus

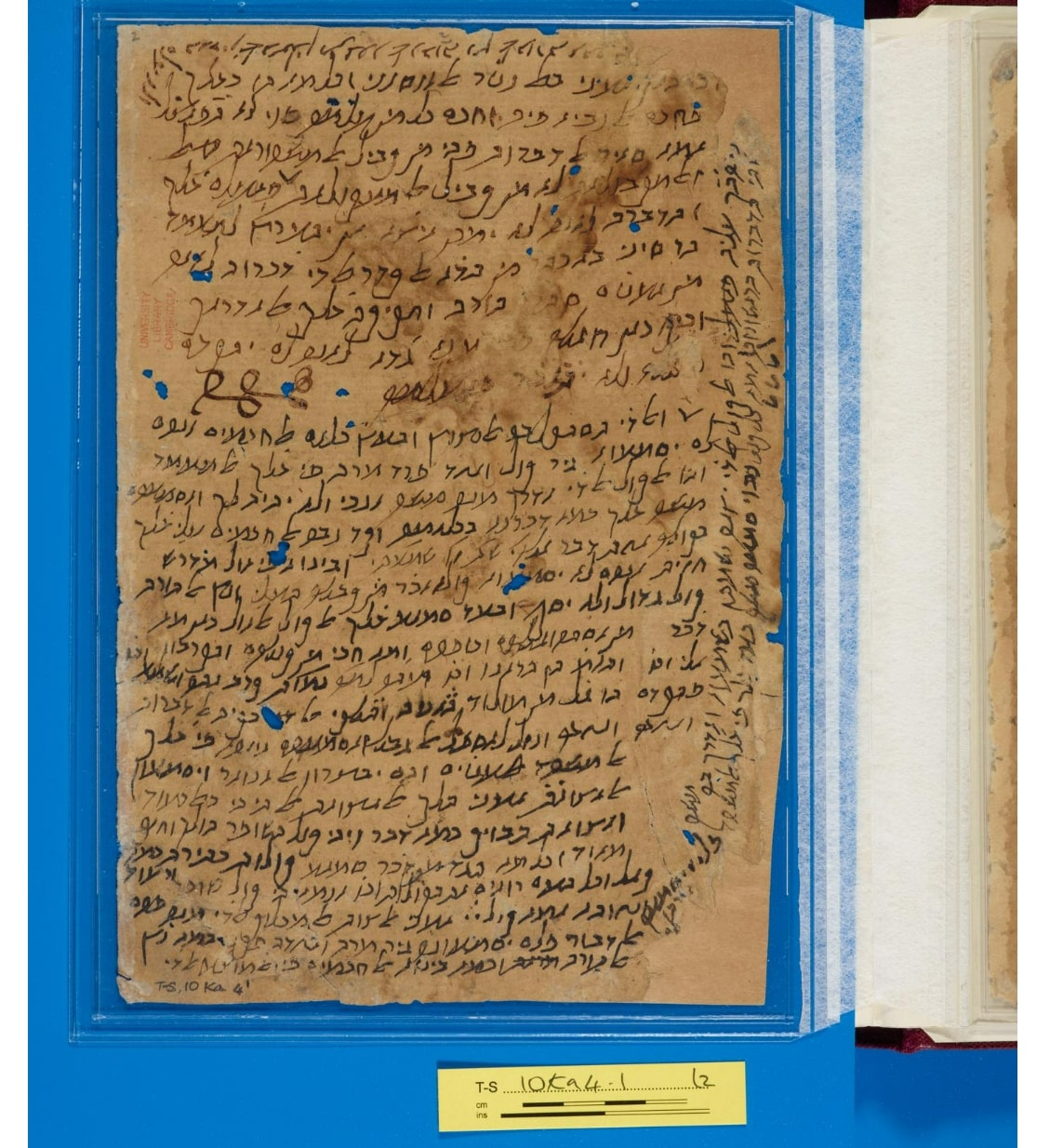
Pàgina manuscrita de Maimònides (en àrab i hebreu).

### Califat de Còrdova (s. X)
La Còrdova califal del segle x marca un període de renaixement de la cultura hebrea. Influïda per la literatura andalusina, la comunitat hebrea a l'Àndalus va renovar els temes, introduint en les seves lletres assumptes no religiosos. Els intel·lectuals jueus van començar a ocupar-se de temes filosòfics, lingüístics o científics, i a escriure poesia no sinagogal. La poesia va adoptar noves formes i temes hedonistes, i la prosa va passar de ser exclusivament de continguts de coneixement a adoptar esquemes narratius.
Una de les figures clau en aquest renaixement cultural del poble hebreu va ser Hasdai ben Saprut, ben situat en la cort d'Abd al-Rahmán III i al-Hakam II, qui va promoure el progrés de la cultura a la seva cort. Gràcies al seu mecenatge, van arribar a Còrdova intel·lectuals jueus de tot el món, com l'iraquià Mose ben Hanoh, cèlebre talmudista. L'estudi independent de les escoles orientals del Talmud va progressar, com a mostra la importància de l'Acadèmia Rabínica de Lucena.
En aquest període predomina la filologia i la poesia, amb intel·lectuals destacats com el tortosí Menahem ben Saruq, secretari de Hasdai ben Saprut, la poesia del qual encara és tradicionalista. Més rellevant va ser la seva activitat com a gramàtic. El seu Mahberet es considera el primer diccionari morfològic hebreu de la Península Ibèrica, encara que va ser criticat per Dunash ben Labrat en el seu tractat lingüístic Tesubot (Respostes). Aquest, generaria una controvèrsia que s'estendria en èpoques posteriors, amb gramàtics afectes a Saruq o a Labrat que es van sumar a una o una altra escola.

#### Menahem ben Saruq (ca 1910 - 1970)
En aquest període predomina la filologia i la poesia, amb intel·lectuals destacats com el tortosí Menahem ben Saruq, secretari de Hasdai ben Saprut.
Ben Saruq va escriure cartes i poesia de circumstàncies, vinculades a fets de rellevància en la vida de mecenes de l'època com Yishaq ben 'Ezra ben Šaprut, i després el seu fill, inclosa l'elegia en el moment de la seva mort. És especialment rellevant la carta enviada per ben Saruq el 954, com a secretari del fill de ben Šaprut, a José, rei dels khàzars, regne jueu independent entre la mar Càspia i la mar Negra. La seva introducció està en vers, conformant un poema amb tints èpics dedicat a l'exèrcit dels khàzars. La llengua utilitzada, predominantment bíblica, i el contingut secular, són trets inequívocs d'un renaixement de l'hebreu clàssic i de la seva corresponent literatura. Després de retirar-li el seu mecenes la confiança, el va tancar en un calabós des d'on l'escriptor li va enviar una carta de queixa en forma de poema i amb estil bíblic.

#### Dunaix ben Labrat (ca 920 - 990)
Dunaix ben Labrat, també protegit per ben Saprut, va introduir en la poesia hebrea la mètrica quantitativa i la forma de la cassida de la poesia àrab. També va incorporar els seus temes, tant en la poesia profana com en la litúrgica. Aquest fet va representar un forta innovació que li va comportar fortes crítiques, acusat-lo de trencar l'estructura sintàctica de l'hebreu bíblic, llengua sagrada. No obstant això, les formes àrabs van acabar sent dominants en la poesia hispanojueva.
Dunaš va ser un destacat poeta en llengua hebrea, el primer a adaptar la mètrica àrab a la poesia en hebreu. La poesia àrab tradicional estava basada en la quantitat vocàlica (distinció entre vocals curtes i llargues), que no existia en hebreu. Dunash va substituir aquest tret pel timbre de les vocals, establint les bases d'una nova mètrica hebrea. Aquest, aconseguiria gran difusió en la poesia hebrea medieval. També introduiria a la lírica hebrea l'estructura de la cassida àrab.
Les seves innovacions van ser objecte en l'època de nombroses crítiques en l'època, ja que afectaven els piyyutim (singular piyyut), un gènere poètic de caràcter litúrgic la tradició del qual estava molt arrelada. Va ser criticat sobretot pels deixebles de Ben Saruq, que l'acusaven de corrompre la llengua hebrea amb les seves innovacions procedents de l'àrab.
Alguns dels seus poemes han estat incorporats a la litúrgia jueva, com les cançons Dror Yikra i Dvai Hasair. Salomón ibn Gabirol es va referir a ell com el més important poeta del seu temps.
Com a gramàtic, la seva obra més important són les Tesubot (Respostes), llibre en el qual critica durament la principal obra de Ben Saruq, el llibre Mahberet (Quadern), per raons tant filològiques com a religioses. Dunaš defensava l'ortodòxia enfront de Ben Saruq, l'obra de la qual estava influenciada pel caraísme. Dunash va dedicar el seu Tesubot al príncep (nasi) dels jueus d'Espanya i principal protector seu, Hasdai ibn Shaprut, en un poema laudatori que és el primer exemple de la seva adaptació a l'hebreu de la mètrica àrab.
En les Tesubot, Dunash va introduir per primer cop en la gramàtica hebrea nocions com la distinció entre verbs transitius i intransitius, o entre arrels fortes i febles, a més de ser el primer a fer una llista de verbs segons les seves arrels de tres lletres. Acusaria a Saruq de ser incapaç de percebre l'estreta relació entre les llengües hebrea i àrab.

### Les taifes i el període almoràvit (s. XI i primera meitat delxii)
Considerat el Segle d'Or de la cultura i la literatura hispanojueva, va comptar amb la tradició de filologia i poesia, a la qual es va afegir el cultiu de la Filosofia, gràcies a l'activitat promotora desenvolupada pels reis de la Taifa de Saragossa. El seu llegat va impulsar a figures rellevants en aquesta disciplina, com Ibn Gabirol, Ibn Paquda, Mose ibn Ezra, Yehuda ha-Levi i Abraham ibn Ezra.
Els regnes de taifes van procurar imitar l'esplendor dels califes, i per a això van acollir a intel·lectuals àrabs i hebreus que poguessin donar prestigi a les seves monarquies. Els disturbis que va sofrir Còrdova i la pèrdua de regidors que poguessin donar empara als savis, va portar a científics i literats a buscar la protecció dels reis de les taifes més importants, com les de Sevilla, Toledo o Zaragoza. Així va succeir en el cas de Semuel ibn Nagrella, literat que va ser secretari de Habús ben Maksan i gran visir de Badis ben Habús, reis zirides de la Taifa de Granada.
En aquest període els gramàtics ja no van escriure els seus tractats en hebreu, com havia succeït al segle anterior, sinó en àrab, a diferència dels pioners. Marwan Yonah ben Yanah va ser el filòleg més destacat del segle xi, amb el seu Kitab al-tanquih (Llibre de la recerca), que va ser el primer estudi lingüístic sistemàtic sobre l'hebreu bíblic.

#### Semuel ha-Naguid (ca. 993 - 1055)
Va ser un escriptor versàtil i prolífic. Poeta que va adoptar en el seu formes i motius de la poesia àrab. També va redactar tractats sobre dret, filologia i exegesi bíblica. En el terreny de la prosa didàctica (no rimada) va escriure Introducció al Talmud i El llibre de la riquesa.
Es significativa la seva tasca com a poeta elegíac, lamentant l'absència de parents i amics i la inestabilitat de les coses humanes, així com els horrors de la guerra. Gairebé totes les seves composicions brillen per la seva elevació moral i filosòfica, propera en certs aspectes a la poesia d'aquest gènere escrita molts anys després per Quevedo.
La seva obra poètica, escrita en àrab, està recollida en la seva Diwán, que inclou composicions poètiques en hebreu amb marcada influència de temes i formes àrabs. Entre la seva lírica destaca Ben Tehillim (Nous Salms); Ben Michlé (Nous Proverbis) i Ben Qohélet (Nou Eclesiastés), totes elles, com els seus títols indiquen, d'inspiració bíblica. Va conrear així mateix una poesia profana de gran varietat de temes, que comprèn des de composicions militars i polítiques fins a poemes amorosos i elegies.

#### Selomó ibn Gabirol (ca. 1020 - 1057)
Ibn Gabirol, conegut com a Avicebró, es va criar i educar a Saragossa sota la protecció i magisteri del gran visir jueu del rei Mundir II de Saraqusta Yequtiel ben Isaac. Va ser conegut tant pel seu talent poètic —considerat un dels màxims lírics hebreus—, com per la profunditat del seu pensament, ja que Avicebró va ser valorat com un dels primers filòsofs de l'Àndalus.
Com a poeta, va ser autor de nombrosos panegírics i elegíes, sobretot dedicades a la memòria de Yequtiel. Va ser assassinat el 1039 durant les revoltes que van posar fi a la dinastia tuyibí a Saragossa i van desemparar a Avicebrón, obligant-ho a exiliar-se. De totes maneres, també va aplicar el seu talent a la sàtira i l'lautoelogi, gèneres habituals llavors entre els poetes àrabs però no entre els hebreus.
Així mateix va aconseguir un gran lirisme en l'àmbit de la poesia religiósa-filosòfica, entre la qual destaca el Keter Malhut (Corona real), un llarg poema de tendències místiques que suposa una síntesi entre les creences tradicionals jueves i la filosofia neoplatònica, tot això adornat per un gran coneixement de l'astronomia àrab.
Va compondre, a més, dos cèlebres tractats filosòfics en llengua àrab. El primer (Yanbu al-hayat) va ser traduït al llatí com a Fons vitae i s'ocupa d'epistemologia i ontologia. El segon s'ocupa de l'ètica i la moral i és d'orientació ascética, el Kitab islah al-ahlaq (La correcció dels caràcters), de 1045.
Destaca en el seu tractament elegíac de la destinació adversa i el desterrament, servint-se de recursos literaris i temes del Cantar de los Cantares. La seva és una poesia característica de la tradició àrab, que adopta els seus temes i mètrica.

#### Ibn Paquda (segona meitat del s. XI)
Escriptor, poeta i filòsof saraqustí, les seves composicions poètiques són sempre de caràcter religiós. En elles manifesta un sentiment sincer i profund, encara que des del punt de vista formal no sempre aconsegueix la gràcia i ductilitat poètiques de Ibn Gabirol o Yehuda ha Levi. Va compondre les seves poesies en hebreu, encara que seguint la mètrica àrab.
De totes maneres, la seva celebritat no s'assenta en la seva lírica, sinó en la seva única obra en prosa, un tractat filosòfic de caràcter ascétic escrit en àrab i titulat Els deures dels cors. L'obra va tenir una extraordinària difusió entre els jueus de tots els temps, i està emparentada amb el misticisme tant oriental com a occidental.

#### Moisès ibn Ezra (ca. 1055 -post1135)
De la seva joventut cal citar el Séfer ha-Anaq (Llibre del collaret), creat sota l'influx de la literatura àrab. Va ser un poeta de perfecció canònica i va destacar sobretot en el camp de la teoria literària amb un tractat de retòrica, Kitab al-Muhadarah wal-Mudhakarah (Llibre de la dissertació i el record), que és una obra preceptiva basada en la tradició àrab, considerada per molts crítics com la seva obra mestra.
La seva poesia secular es recull en dues obres: el Tarshish (compost segons la tècnica àrab del «tanijs» consistent a repetir les mateixes paraules en cada estrofa, però amb un significat diferent en cada repetició), i la primera part de la seva Diwan.
Pel que fa a la seva poesia sacra, la major part de la seva producció es troba en el Majzor, el tradicional llibre d'oracions jueu pel Yamim Noraim, el Rosh Hashanah (Any Nou jueu) i el Yom Kipur (Dia del Perdó). Aquests poemes de penitència, o selichot, li van valer l'apel·latiu de Hasallach.
La seva intenció és convidar a l'home a buscar en el seu interior, representant la vanitat de la glòria mundana, la desil·lusió que ha de ser experimentada pels hedonistes, i l'inevitable judici diví. El piyyuttim que segueix al text de la mishná del servei del Temple, especialment el piyyut «Feliç és l'ull que ho va contemplar», és considerat una dels poemes de major bellesa del Majzor.
En 1090 la invasió almoràvit de la seva taifa, Granada, li va obligar a emigrar, circumstància que reflecteix la seva literatura d'aquest període, que evoca la nostàlgia i l'enyorança de la seva terra perduda.

#### Yehuda Ha-Levi (ca. 1070 - 1141)
Nascut en Tudela (Taifa de Saragossa). Deixeble del reconegut talmudista Yishaq al-Fasi a més d'amic i protegit de Moses ibn Ezra, es va formar intel·lectualment a la Saraqusta d'Ibn Paquda, Ibn Gabirol, Ibn Buqlaris o Avempace. Coneixia en profunditat el talmud, la Bíblia hebrea, la literatura rabínica, la poesia àrab i la filosofia grega.
En la seva estada a Toledo va escriure la seva Diwán, una col·lecció de poemes profans escrits en hebreu, en els quals fa un cant a l'amistat, l'amor i la naturalesa. Aquesta obra inclou també poemes religiosos que posteriorment s'utilitzarien en la litúrgia jueva, en els quals expressa el seu anhel de Déu i Sió, i la seva esperança en la redempció messiànica del poble jueu. Va escriure així mateix el Llibre del Jazar, diàleg en àrab en el qual explica el judaisme a un convers.
La temàtica i varietat de la seva obra poètica és notable, i es va ocupar de cantar a l'amor, l'amistat o fins i tot el mar. Del Diwan escrit a Toledo es conserven panegírics, cants de noces, elegíes i composicions autobiogràfiques.

Poeta culte, és autor d'una poesia lírica rica en metàfores i descripcions, on abunden les reflexions filosòfiques i religioses. Utilitza diverses mètriques i estrofes. Són famoses algunes de les seves jarchrs profanes escrites en el naixent romanç, al final de les moaxajes. Per citar un sol exemple, heus aquí una d'elles en transliteració i traducció al castellà d'Emilio García Gómez:
| «                            | km š flīwl ālīnw nwm mš ādrmš amw šīnw | » |
| — transliteració de l'hebreu |                                        |   |

| «        | Como si filiyolo alieno, non más adormes a meu seno. | » |
| — jarcha |                                                      |   |

| «           | Com si [fossis] fillet alié, ja no t'adormis mes al meu pit. | » |
| — traducció |                                                              |   |

De temàtica religiosa són Gueulot i Ahavot, entre les quals destaca «El Quesudá» (Himne de la creació).
El seu pensament reuneix les tradicions hebrea, àrab i cristiana, encara que representa la posició jueva ortodoxa enfront de les religions cristiana i musulmana i a la filosofia d'origen grec, que altres filòsofs andalusins, com Avempace, Maimònides o Averroes, intentaran conjugar.
Amb el temps va anar radicalitzant la seva postura sionista, desenganyat perquè l'arribada del Mesíes que ell esperava en 1130 no es va produir. Va tornar el seu pensament cap a la Terra Promesa i el judaisme ortodox, que va defensar amb zel en el Kitab alhuyya wa-l-dalil fi nusr al-din al-dalil (Llibre de la prova i del fonament sobre la defensa de la religió menyspreada), escrit en àrab en els últims anys de la seva vida.
En El Kuzarí, es presenta a un rei pagà —el rei dels khàzars— que vol conèixer la veritable religió i que, després d'acudir a filòsofs aristotèlics, a cristians i a musulmans, només troba la veritat en les fonts bíbliques del judaisme, de les quals ja li havien parlat. Però que solament un savi jueu ortodox li revela en tota la seva veritat i integritat. Així, fa una apologia del judaisme i del que crida «la veritable revelació». Encara que es una obra de caràcter principalment apologètic, hi abunden en els conceptes teològics i filosòfics. Constitueix també un extraordinari compendi de tradicions orals i costums semites.
Amb el pas del temps, comencen a abundar en Yehudah les elegíes pels amics que moren i s'imposen els temes religiosos. El gènere zuhd dels àrabs, carregat de tòpics sobre el De comptentu mundi o menyspreu del món, i l'elogi de l'ascetisme, compta amb grans dosis d'emoció. Tampoc manca en aquesta etapa l'influx de la poesia moral d'Ibn Gabirol. El tema messiànic es fa més present amb l'ocupació pels croats de Jerusalem i l'aparició a Còrdova del fals mesíes Moseh Drai, el 1130, data precisament que havia somiat Yehudah com la del començament de l'Edat messiànica.
L'amor a Sió, va portar a Yehudah a dirigir-se a Terra Santa i en el seu viatge marítim va compondre una sèrie de poesies sobre el mar. Arribat a Alexandria, va trobar excel·lent acolliment i, encara que al cap de molt temps va prosseguir el seu viatge fins a Damiata, es va quedar allí prop de dos anys i va tornar al Caire. La seva estada a Egipte va reviure en ell el gust per la poesia profana, que va alternar amb la de nostàlgies per la Terra Promesa.

#### Abraham ibn Ezra (ca. 1089 - 1164)
Originari també de Tudela Abraham ibn Ezra va practicar la poesia andalusina taifal que ja s'havia imposat en la literatura hebraica de Sefarad. Va introduir assumptes innovadors, com el costumbrisme, que no havia estat tractat anteriorment en la poesia hispanojueva.
Va conrear també la prosa rimada amb la seva Jay ben Mequis, l'assumpte de la qual és el d'una novel·la alegòrica-filosòfica. Destacaria també com a filòleg i teòric literari i, en general, per la seva àmplia erudició tant en ciències com en lletres. Ezra va redactar les seves obres utilitzant normalment l'hebreu.

### Període almohade (segona meitat del XII i primera del XIII)
L'arribada dels almohades va prescriure una islamització obligatòria als jueus, que es van veure obligats a convertir-se o emigrar. Entre els poetes que van emigrar forçosament estava Joseph ibn Migash, qui anys més tard es convertiria en un important rabí a Lucena. En molts casos, van ser els regnes cristians, en període de renaixement cultural, els qui van rebre els intel·lectuals hebreus. Les aljames de Còrdova, Sevilla i Granada van desaparèixer i va tancar l'acadèmia rabínica de Lucena. No obstant això, va ser en aquesta època quan va aparèixer el més important dels intel·lectuals jueus, el filòsof Mosé ben Maimón, més conegut en l'occident cristià com Maimónides.
D'aquest període data la primera obra historiogràfica hispanojueva que se'ns ha transmès, Séfer ha-Qabbalá (Llibre de la tradició), escrita per Abraham ibn Daud.

### Maimònides (1135 - 1204)
Mosé ben Maimón va ser el major filòsof de la cultura hispanojueva medieval. Profund coneixedor de la teologia jueva i de la cultura islàmica, es va formar amb mestres àrabs en astronomia, dret, medicina i matemàtiques. Quan encara era adolescent, la seva família va haver d'aparentar la seva conversió a l'islam, fugir de Còrdova, viure discretament i viatjant sovint davant la persecució religiosa almohade. En el 1160 Maimònides es va traslladar a Fes, tot i que el magrib també estava dominat per l'Imperi almohade. El seu Iguéret ha-sémad (Carta sobre la conversió forçosa), escrita en àrab, defensa la posició dels qui van haver de renunciar al judaisme. Cinc anys més tard, s'establí definitivament al Pròxim Orient i Egipte, on Ben Maimón va arribar a convertir-se en metge del seguici de Saladí, a més de cap de la comunitat jueva del Caire.
La seva obra abasta disciplines molt variades, destacant en dret, teologia, ciències i filosofia. Així, en l'àmbit de les lleis rabíniques va escriure el Séfer ha-misvot (Llibre dels preceptes) que sistematitza tota la legislació jueva. També va escriure algunes de les primeres recopilacions de resos diaris en el culte jueu, antecedents dels sidurim actuals. De tota manera, el seu Guia de perplexos (Nebujim) fou la seva obra cabdal. En aquesta obra intenta conciliar la fe i la raó utilitzant la lògica aristotèlica. La influència de la Guia de perplexos va ser enorme, fonamentalment entre els hebreus sefardites i occitans, encara que també s'aprecia la seva petjada en l'escolàstica cristiana.

## Literatura hebrea en els regnes cristians

### Alta edat mitjana (s. XII - XIII)
L'extensió per l'Àndalus de la conquesta cristiana i l'esmentada repressió almoràvit, van portar a les comunitats jueves a establir-se en aljames de les principals ciutats dels regnes cristians. Alguns dels seus més destacats membres van ocupar allí importants càrrecs polítics i van aportar el seu coneixement de l'àrab i hebreu com a traductors de les corts de Ferran III el Sant, Alfons X el Savi i Jaume I el Conqueridor. No obstant això, la convivència entre les tres cultures no va estar exempta de tensions. La importància de la literatura apologètica, sapiencial, de debat i de polemistes, en son un exemple.
Destaca en aquesta època l'avenç de la prosa narrativa rimada, que seguia la tradició de la maqama sarraïna i que va ser practicada per rellevants autors com Yosef ben Meir ibn Zabarra, autor del Séfer Saasuim o Llibre dels entreteniments (que segueix l'estructura àrab de relats inserits en un marc narratiu). També l'admirador de Maimónides Yehudá al-Jarizi (c. 1170-c. 1230), que amb el seu Séfer Tajkemoní suposa l'obra culminant de la novel·lística en prosa rimada hispanojueva. En quant al gènere conte és destacable la tasca de traducció de les col·leccions de contes àrabs (com el Calila i Dimna o Sendebar), en la qual els jueus van desenvolupar un gran treball. Comptaven amb el precedent de la producció de Pedro Alfonso, jueu aragonès nascut cap al 1062 i convertit al cristianisme en 1106 que amb la seva Disciplina clericalis, escrita en llatí, va tenir una enorme influència a Europa.
En l'àmbit de la prosa rimada escrita en hebreu, sobresurt el Séfer ha-mesalim (Llibre de contes) del traductor a l'hebreu del Calila i Dimna Jacob ben Eleazar de Toledo. Es tracta d'un llibre de deu relats que compta influències tant àrabs com a cristianes i va traduir a l'hebreu.
En el terreny de la prosa de coneixement, cal destacar el cultiu de la càbala, representada pel cèlebre Zohar de Mosé de León, i per Mosé ben Najmán. Cal esmentar així mateix l'obra d'Abraham ibn Hasday, qui també va intervenir en la polèmica generada per la Guia de perplexos en suport del savi cordovès i va compondre la variant hebrea del Barlaam i Josafat, un assumpte originàriament basat en la història de Siddhartha Gautama, titulant-la Ben ha-mélej we-ha-nazir (El príncep i el monjo).
Van conrear la poesia en aquest període, encara que sense el magisteri del segle xi, Mesulam ben Selomó, innovador, realista i descriptiu, i Todros ben Yehudá ha-Leví Abulafia, prolífic poeta i antóleg, que torna al classicisme andalusí, encara que introdueix novetats en els temes, com la presència de l'amor cap a dones àrabs i cristianes. Destaquen els seus passatges poètics autobiogràfics, en els quals enalteix la vida en la cort castellana de Toledo i la seva relació personal amb Alfonso X el Savi.

### Baixa Edat Mitjana (s. XIV - XV)
Es tracta d'una època de decadència en què la qualitat de les obres dista molt de l'aconseguida entre els segles XI-XIII. Les persecucions i tragèdies col·lectives sofertes pel col·lectiu jueu a Espanya van provocar un notable descens de la producció literària. Amb tot, caldria esmentar els següents noms:
- Poesia: Selomó ben Mesulam i Selomó ben Reubén Bonafed.
- Prosa: Sem Tob ben Ishaq Ardutiel, conegut en l'àmbit cristià com a Sento de Carrión que va escriure tant en castellà (Proverbis morals) com en hebreu (Les batalles del cálam i les tisores).
- Historiografia: Llibre de la tradició d'Abraham ben Selomó de Torrutiel, el cinquantè capítol del Compendi de la memòria del just redactat per Yosef ben Saddiq, el Llibre de les genealogies d'Abraham Zacut i La vara de Judá de la família Ibn Verga.
- Dret: Aser ben Yehiel, rabí de Toledo des de 1305, es va convertir en la màxima autoritat en dret de tota la comunitat judeosefardí i va avançar en l'establiment de la llei jueva sefardita escrita.
- Teologia i polèmica sobre Maimónides: Ishaq Abravanel (1432-1508), exègeta bíblic emmarcat en el antirracionalisme, i oposat a l'obra de Maimónides. En la polèmica sobre la Guia de perplexos van abundar els detractors. Hasday Crescas (1340-1412), rabí de Barcelona, va intentar refutar els arguments de la Guia de perplexos en Or Adonay (La llum del Senyor), i va ser seguit per Ishaq Arama (1420-1494), qui es va exiliar a Nàpols després de l'expulsió definitiva dels jueus de Sefarad. Van ser pocs els que van defensar als segles XIV i XV a Maimónides, entre ells cal citar a Abraham ben Sem Tob, mort abans de 1489.

## Font principal
- *  Memoria de Sefarad. Sociedad Estatal para la Acción Cultural Exterior. Literatura hispanohebrea, gener de 2003, p. 293-307.[Enllaç no actiu]

## Altres fonts
- Sidur ha-mercaz: libro de oraciones según el rito sefardí y manual práctico de judaismo con traducción, comentarios, preguntas y respuestas.  Jerusalem: Centro Educativo Sefaradí Jerusalem, 1983.

- Literatura hebrea en la España medieval.  Madrid: Fundación amigos de Sefarad, 1991. ISBN 8460410471.